# Ectopatria pelosticta
Ectopatria pelosticta är en fjärilsart som beskrevs av Oswald Beltram Lower 1902. Ectopatria pelosticta ingår i släktet Ectopatria och familjen nattflyn. Inga underarter finns listade i Catalogue of Life.